# Plichów
Plichów (ukr. Пліхів) – wieś na Ukrainie w rejonie tarnopolskim należącym do obwodu tarnopolskiego.
W II Rzeczypospolitej miejscowość w powiecie brzeżańskim województwa tarnopolskiego. Do sołectwa należała wieś Wolica. 
W czasie kilku napadów w 1944 r. nacjonaliści ukraińscy z OUN-UPA zamordowali 58 Polaków.
Do 2020 w rejonie brzeżańskim.